# Адолф Фридрих Вернер фон дер Шуленбург
Адолф Фридрих Вернер фон дер Шуленбург (на немски: Adolf Friedrich Werner, Graf von der Schulenburg; * 15 август 1759 в Беетцендорф; † 30 април 1825 в Цангенберг, част от Цайц) е граф от род „фон дер Шуленбург.“

## Произход
Той е син на граф Фридрих Август I фон дер Шуленбург (* 25 септември 1727, Волфсбург; † 9 април 1797, Беетцендорф) и съпругата му Хенриета София Фридерика фон дер Шуленбург (* 1 януари 1736; † 25 юни 1800, Беетцендорф), дъщеря на Левин Фридрих III фон дер Шуленбург (1708 – 1739) и Хенриета Елизабет фон Хеслер (1717 – 1739). Внук е на граф Адолф Фридрих фон дер Шуленбург (1685 – 1741) и Анна Аделхайд Катарина фон Бартенслебен (1699 – 1756).

## Фамилия
Първи брак: на 7 октомври 1790 г. се жени за Волфардина фон Кампен (* ок. 14 декември 1773; † 7 октомври 1790/16 февруари 1794, Десау), дъщеря на Август Волфрат фон Кампен (* ок. 1730) и графиня Вилхелмина фон Анхалт (1734 – 1781). Те имат три деца:
- Йохан Фридрих Август Вернер фон дер Шуленбург (* 10 август 1791; † 15 май 1803, Хале а.С.)
- Адолф Вилхелм Лудвиг Вернер фон дер Шуленбург (* 20 октомври 1792, Десау; † 23 юни 1833, Цангенберг)
- Волфрадина Августа Луиза София фон дер Шуленбург (* 1 февруари 1794; † 22 ноември 1868, Берлин), омъжена I. на 26 ноември 1814 г. в Цангенберг за Антон фон Ватцдорф († 18 юни 1815, в битката при Ватерло), II. на 31 август 1820/1 септември 1782 г. за фрайхер Йохан Хайнрих фон Мену де Минутоли († 16 септември 1845/1846)

Втори брак: на 18 май 1795 г. се жени за Каролина Фридерика Луиза фон Опен (* 6 май 1772; † 5 декември 1797, Рослебен при Дрезден), дъщеря на Август Вилхелм фон Опен и Кристиана София фон Нимпч. Те имат един син:
- Вернер XXVI фон дер Шуленбург-Нимпч (* 7 август 1797, Рослебен при Дрезден; † 9 март 1829, Беетцендорф), женен на 5 юли 1821 г. за фрайин Шарлота фон Фризен (* 12 ноември 1798, Дрезден; † 30 април 1874, Беетцендорф), дъщеря на политика фрайхер Йохан Георг Фридрих фон Фризен (1757 – 1824); родители на:
  - Вернер фон дер Шуленбург (* 1 април 1829, Беетцендорф; † 5 януари 1911, Беетцендорф)

Трети брак: на 19 февруари 1798 г. се жени за Йозефа/Йозефина Августа Амалия Витцтум фон Екщедт (* 26 март 1775; † 21 март 1809), дъщеря на граф Лудвиг Зигфрид Витцтум фон Екщедт и Амалия Сибила Елеонора фон Щамер. Те имат четири деца:
- Луиза фон дер Шуленбург (* 20 март 1799, Брауншвайг; † 23 август 1830, Щетин), омъжена на 11 ноември 1816 г. в Цангенберг за граф Август Вилхелм Карл фон Каниц (* 29 октомври 1783; † 22 май 1852)
- Бено Левин Вернер фон дер Шуленбург (* 18 декември 1800, Беетцендорф; † 24 септември 1835, Калиш ан дер Рур)
- Мария Адолфина фон дер Шуленбург (* 27 декември 1806), омъжена за фон Минквитц
- Амалия Матилда Ернестина фон дер Шуленбург (* 13 март 1809), омъжена за Адолф фон Ватцдорф (* 29 март 1783; † 28 март 1848)

Четвърти брак: на 11 януари 1810 г. се жени за фрайин Мария Йозефина фон Весенберг († 1848), дъщеря на фрайхер Карл Филип Август фон Весенберг. Бракът е бездетен.